# Mattecentrum
Mattecentrum är en ideell förening som ger gratis hjälp i matematik till barn och unga i Sverige. Verksamheten riktar sig framför allt till högstadie- och gymnasieelever. Mattecentrum har tjänster tillgängliga på arabiska, danska, engelska och svenska.

## Historia
Mattecentrum grundades i januari 2008 och har sitt säte i Stockholm. Mattecentrums grundare, Johan Wendt, tilldelades i september 2011 pris som Årets samhällsentreprenör på Social capitalist award 2011.

## Verksamhet
Föreningen drev 2014 öppna räknestugor – föreningens benämning på läxhjälpsträffar – i ett tjugotal städer.
Varje år i maj anordnar Mattecentrum konvent inför nationella proven i matematik där högstadie- och gymnasieelever under en eftermiddag får öva tillsammans med volontärer från Mattecentrum. 2019 anordnades konvent på 14 platser runt om i Sverige för över 1 500 elever. 
År 2011 startades systerföreningen Matematikcenter i Danmark som har motsvarande verksamhet som Mattecentrum. 2014 startades systerföreningen Kodcentrum som ska introducera barn i åldrarna 9–13 i programmering.

### Matteboken
Mattecentrum står bakom webbtjänsten Matteboken.se, ett gratisverktyg för att plugga matematik på nätet. Matteboken.se täcker in matematik från årskurs 3 upp till och med gymnasiekurs E och innehåller förklaringar på moment i text och i video, räkneövningar och ett frågeforum. Ungefär 150 000 ungdomar studerar regelbundet på Matteboken.se.

### Pluggakuten
Läxhjälpsforumet Pluggakuten är även knutet till Mattecentrum. På forumet Pluggakuten besvaras frågor om matematik och andra ämnen (grundskola till universitet), och Mattecentrums digitala räknestugor kan nås genom forumet.

## Finansiering
Föreningen finansieras främst av bidrag från Myndigheten för ungdoms- och civilsamhällesfrågor, Skolverket och Stockholms Stad. Tillsammans stod dessa anslag för 91,5 procent av intäkterna under 2022. Föreningen har även företagssponsorer. Huvudsponsorer är ABB och Nordea. Företagssponsring stod 2022 för 5 procent av intäkterna.